# Blutsbrüderschaft
Eine Blutsbrüderschaft ist im historischen Sinn eine rituelle Verbindung (Schwurbruderschaft) zweier nichtverwandter Menschen, traditionell Männer, die durch die zeremonielle Vermischung von Blutstropfen zwischen diesen geschlossen wird.

## Blutsbrüderschaft in verschiedenen Kulturen
Blutsbrüderschaften spielen sowohl in verschiedenen traditionellen Kulturen als auch in der modernen Zeit eine Rolle. Durch die Blutsbrüderschaft soll eine besondere Verbundenheit der Blutsbrüder erreicht werden, die sonst nur bei leiblichen Brüdern vorhanden ist. Der somit geschlossene Bund soll ihnen gegenseitig dieselben Rechte und Pflichten verschaffen, sie wie ein Brüderpaar verbinden. Damit kann der Bund, einmal geschlossen, nicht mehr aufgehoben werden.
Die Art der Vermischung des Blutes ist von Kultur zu Kultur verschieden. Es gibt unter anderem das wechselseitige Trinken des aus einer winzigen Stichwunde gepressten, mit Wasser vermischten Blutes aus einem Gefäß (bei Mongolen).
Die Blutsbrüderschaft war bei den Germanen die engste Verbindung zweier Männer. Die Beteiligten verpflichteten sich, einander im täglichen Leben bedingungslos beizustehen und sich darauf verlassen zu können, dass der eine dem anderen in jeder erdenklichen Situation mit unerschütterlicher Treue und unerschöpflicher Hilfe beistand. Freunde hatten im germanischen Sippengedanken eine hohe Position inne, aber mit der Blutsbruderschaft wurden sie zu wirklichen Brüdern. Die Blutsbrüderschaft umfasste auch die Sorge für Frau und Kinder des Blutsbruders. Bei einem Ritual wurden der Oberkörper und die Füße entblößt. Die Beteiligten saßen/standen in einem gegrabenen Erdloch (die Erde ist die Mutter des Lebens und so wurden die beiden symbolisch neu geboren). Nach dem Zufügen der Schnittwunde an einer Arminnenseite wurden die Wunden unter einem gesprochenen Eid zusammengepresst. Bei den Germanen war es auch üblich, etwas Blut in die eigenen Fußspuren tropfen zu lassen. Dann wurden ein paar Tropfen Blut in Met oder Bier gegeben (manchmal kam auch noch heimatliche Erde in das Getränk). Die beiden tranken abwechselnd aus dem Trinkbecher. Der erste und der letzte Schluck des Trankopfers gehörten den göttlichen Mächten und wurden so auf die Erde geschüttet. Die Wunden wurden dann mit Birkenblättern und -rinde versorgt.
Bei den Timoresen in Südostasien gehörten Blutsschwüre zwischen Gruppen zu den wichtigsten Methoden, einen Pakt zu schließen. Dazu wurde Blut aus beiden Gruppen mit Tuaca, einem Palmbranntwein, vermischt und von allen Beteiligten getrunken. Solche Blutschwüre konnten laut Berichte mehrere hundert Jahre halten. Selbst portugiesische Offiziere sahen sich gezwungen, solche Rituale durchzuführen, um ihre timoresischen Verbündeten an sich zu binden. In moderner Zeit übernahmen zum Beispiel Jugendbanden diese Praxis.
Historische Blutsbrüder sind zum Beispiel der später unter dem Namen Dschingis Khan bekannte Temüdschin und sein Jugendfreund und späterer Rivale Jamukha (Dschamucha) Gurkhan. Das Ritual bestand dabei aus dem Austausch eines persönlichen Geschenks und dem Trinken des Blutes vermischt mit Milch aus einem Becher.
Ein aus der Literatur bekanntes Blutsbrüderpaar sind der Apachenhäuptling Winnetou und Old Shatterhand, fiktive Figuren des Schriftstellers Karl May. In der Terra-X-Dokumentation Karl May von 2010 und auch auf der Website des Wissenschaftsmagazins Geo wird dargestellt, dass die Blutsbruderschaft bei nordamerikanischen Indianerstämmen niemals bekannt war. Allerdings werden der Apachenhäuptling Cochise und Tom Jeffords auf ihren Grabdenkmälern gegenseitig als Blutsbrüder bezeichnet.

## Gefahren
Durch den Austausch von Blut beim Ritual können Krankheiten übertragen werden, etwa HIV oder Hepatitis.